# Ina (Benin)
Ina ist eine Stadt und ein Arrondissement im Departement Borgou im westafrikanischen Staat Benin. Es ist eine Verwaltungseinheit, die der Gerichtsbarkeit der Kommune Bembèrèkè untersteht.

## Demografie und Verwaltung
Gemäß der Volkszählung 2013 des beninischen Statistikamtes INSAE hatte das Arrondissement 22.391 Einwohner, davon waren 11.344 männlich und 11.047 weiblich.
Von den 58 Dörfern und Quartieren der Kommune Bembèrèkè entfallen 13 auf Ina:
1. Goua
2. Guessou-Banm Taka
3. Guessou-Banm Taka-Peulh
4. Guessou-Banm Taka-Ouest
5. Ina
6. Ina-Gando
7. Ina-Peulh
8. Ina-Est
9. Ina-Ouest
10. Konou
11. Sikouro
12. Wodora
13. Wonka-Gourou